# Rollerski-Weltcup 2021
Der Rollerski-Weltcup 2021 begann am 23. Juli 2021 in Banská Bystrica und endete mit den Rollerski-Weltmeisterschaften 2021 im Val di Fiemme vom 16. bis zum 19. September 2021. Die dort ausgetragenen Einzelwettbewerbe wurden auch als Weltcup-Veranstaltungen gewertet. Die Gesamtwertung der Männer gewann der Italiener Matteo Tanel. Bei der Gesamtwertung der Frauen wurde die Tschechin Sandra Schützová Erste.

## Männer

### Resultate
| 1. Weltcup in Banská Bystrica, 23. bis 25. Juli 2021 | 1. Weltcup in Banská Bystrica, 23. bis 25. Juli 2021 | 1. Weltcup in Banská Bystrica, 23. bis 25. Juli 2021 | 1. Weltcup in Banská Bystrica, 23. bis 25. Juli 2021 | 1. Weltcup in Banská Bystrica, 23. bis 25. Juli 2021 |
| ---------------------------------------------------- | ---------------------------------------------------- | ---------------------------------------------------- | ---------------------------------------------------- | ---------------------------------------------------- |
| Datum                                                | Disziplin                                            | Erster Platz                                         | Zweiter Platz                                        | Dritter Platz                                        |
| 23. Juli 2021                                        | Sprint Freistil                                      | Emanuele Becchis                                     | Raimo Vīgants                                        | Jostein Olafsen                                      |
| 24. Juli 2021                                        | 15 km Freistil Massenstart                           | Raimo Vīgants                                        | Emanuele Becchis                                     | Francesco Becchis                                    |
| 25. Juli 2021                                        | 10 km klassisch Massenstart                          | Erik Silfver                                         | Matteo Tanel                                         | Alfred Buskqvist                                     |

| 2. Weltcup in Otepää, 20. bis 22. August 2021 | 2. Weltcup in Otepää, 20. bis 22. August 2021 | 2. Weltcup in Otepää, 20. bis 22. August 2021 | 2. Weltcup in Otepää, 20. bis 22. August 2021 | 2. Weltcup in Otepää, 20. bis 22. August 2021 |
| --------------------------------------------- | --------------------------------------------- | --------------------------------------------- | --------------------------------------------- | --------------------------------------------- |
| Datum                                         | Disziplin                                     | Erster Platz                                  | Zweiter Platz                                 | Dritter Platz                                 |
| 20. August 2021                               | Sprint Freistil                               | Raimo Vīgants                                 | Erik Silfver                                  | Patrick Fossum Kristoffersen                  |
| 21. August 2021                               | 26 km Freistil Massenstart                    | Matteo Tanel                                  | Ilia Bezgin                                   | Iwan Anissimow                                |
| 22. August 2021                               | 15 km klassisch                               | Alexander Bolschunow                          | Alexei Tscherwotkin                           | Alexander Terentjew                           |

| 3. Weltcup in Madona, 27. bis 29. August 2021 | 3. Weltcup in Madona, 27. bis 29. August 2021 | 3. Weltcup in Madona, 27. bis 29. August 2021 | 3. Weltcup in Madona, 27. bis 29. August 2021 | 3. Weltcup in Madona, 27. bis 29. August 2021 |
| --------------------------------------------- | --------------------------------------------- | --------------------------------------------- | --------------------------------------------- | --------------------------------------------- |
| Datum                                         | Disziplin                                     | Erster Platz                                  | Zweiter Platz                                 | Dritter Platz                                 |
| 27. August 2021                               | Sprint Freistil                               | Emanuele Becchis                              | Dmitriy Voronin                               | Kristian Ankersen                             |
| 28. August 2021                               | 20 km Freistil Massenstart                    | Matteo Tanel                                  | Amund Korsæth                                 | Raimo Vīgants                                 |
| 29. August 2021                               | 15 km klassisch                               | Amund Korsæth                                 | Patrick Fossum Kristoffersen                  | Matteo Tanel                                  |

| 4. Weltcup und 11. Rollerski-Weltmeisterschaften im Val di Fiemme, 16. bis 19. September 2021 | 4. Weltcup und 11. Rollerski-Weltmeisterschaften im Val di Fiemme, 16. bis 19. September 2021 | 4. Weltcup und 11. Rollerski-Weltmeisterschaften im Val di Fiemme, 16. bis 19. September 2021 | 4. Weltcup und 11. Rollerski-Weltmeisterschaften im Val di Fiemme, 16. bis 19. September 2021 | 4. Weltcup und 11. Rollerski-Weltmeisterschaften im Val di Fiemme, 16. bis 19. September 2021 |
| --------------------------------------------------------------------------------------------- | --------------------------------------------------------------------------------------------- | --------------------------------------------------------------------------------------------- | --------------------------------------------------------------------------------------------- | --------------------------------------------------------------------------------------------- |
| Datum                                                                                         | Disziplin                                                                                     | Erster Platz                                                                                  | Zweiter Platz                                                                                 | Dritter Platz                                                                                 |
| 16. September 2021                                                                            | 16 km Freistil                                                                                | Matteo Tanel                                                                                  | Amund Korsæth                                                                                 | Denis Spizow                                                                                  |
| 17. September 2021                                                                            | Sprint Freistil                                                                               | Emanuele Becchis                                                                              | Dmitriy Voronin                                                                               | Ivan Zhilinskiy                                                                               |
| 19. September 2021                                                                            | 15 km klassisch Massenstart                                                                   | Alexei Tscherwotkin                                                                           | Paul Constantin Pepene                                                                        | Matteo Tanel                                                                                  |

### Gesamtwertung Männer
| Rang | Name                         | Punkte |
| ---- | ---------------------------- | ------ |
| 001. | Matteo Tanel                 | 646    |
| 02.  | Raimo Vīgants                | 600    |
| 03.  | Emanuele Becchis             | 506    |
| 04.  | Erik Silfver                 | 386    |
| 05.  | Patrick Fossum Kristoffersen | 365    |
| 06.  | Amund Korsæth                | 286    |
| 07.  | Michael Galassi              | 274    |
| 08.  | Alexei Tscherwotkin          | 240    |
| 09.  | Iwan Anissimow               | 235    |
| 10.  | Tommaso Dellagiacoma         | 230    |

| Rang | Name                     | Punkte |
| ---- | ------------------------ | ------ |
| 11.  | Alfred Buskqvist         | 198    |
| 12.  | Dmitriy Voronin          | 192    |
| 13.  | Riccardo Lorenzo Masiero | 187    |
| 14.  | Alexander Terentjew      | 173    |
| 15.  | Francesco Becchis        | 150    |
| 15.  | Ragnar Bragvin Andresen  | 150    |
| 17.  | Michele Valerio          | 146    |
| 18.  | Jacopo Giardina          | 142    |
| 19.  | Oleksij Krassowskyj      | 124    |
| 20.  | Ruslan Perechoda         | 120    |

| Rang | Name                   | Punkte |
| ---- | ---------------------- | ------ |
| 21.  | Jostein Olafsen        | 119    |
| 22.  | Alexander Bolschunow   | 118    |
| 22.  | Ilia Bezgin            | 118    |
| 24.  | Pawel Andrejew         | 112    |
| 25.  | Paul Constantin Pepene | 109    |
| 26.  | Dmitri Ploskonossow    | 106    |
| 27.  | Ivan Zhilinskiy        | 105    |
| 28.  | Luca Curti             | 91     |
| 29.  | Alessio Berlanda       | 90     |
| 30.  | Nico Rieckhoff         | 89     |

## Frauen

### Resultate
| 1. Weltcup in Banská Bystrica, 23. bis 25. Juli 2021 | 1. Weltcup in Banská Bystrica, 23. bis 25. Juli 2021 | 1. Weltcup in Banská Bystrica, 23. bis 25. Juli 2021 | 1. Weltcup in Banská Bystrica, 23. bis 25. Juli 2021 | 1. Weltcup in Banská Bystrica, 23. bis 25. Juli 2021 |
| ---------------------------------------------------- | ---------------------------------------------------- | ---------------------------------------------------- | ---------------------------------------------------- | ---------------------------------------------------- |
| Datum                                                | Disziplin                                            | Erster Platz                                         | Zweiter Platz                                        | Dritter Platz                                        |
| 23. Juli 2021                                        | Sprint Freistil                                      | Linn Sömskar                                         | Alena Procházková                                    | Sandra Schützová                                     |
| 24. Juli 2021                                        | 10 km Freistil Massenstart                           | Linn Sömskar                                         | Alena Procházková                                    | Monika Skinder                                       |
| 25. Juli 2021                                        | 10 km klassisch Massenstart                          | Linn Sömskar                                         | Alena Procházková                                    | Sandra Schützová                                     |

| 2. Weltcup in Otepää, 20. bis 22. August 2021 | 2. Weltcup in Otepää, 20. bis 22. August 2021 | 2. Weltcup in Otepää, 20. bis 22. August 2021 | 2. Weltcup in Otepää, 20. bis 22. August 2021 | 2. Weltcup in Otepää, 20. bis 22. August 2021 |
| --------------------------------------------- | --------------------------------------------- | --------------------------------------------- | --------------------------------------------- | --------------------------------------------- |
| Datum                                         | Disziplin                                     | Erster Platz                                  | Zweiter Platz                                 | Dritter Platz                                 |
| 20. August 2021                               | Sprint Freistil                               | Natalja Neprjajewa                            | Mariel Merlii Pulles                          | Alena Procházková                             |
| 21. August 2021                               | 26 km Freistil Massenstart                    | Sandra Schützová                              | Natalja Neprjajewa                            | Elisa Sordello                                |
| 22. August 2021                               | 10 km klassisch                               | Natalja Neprjajewa                            | Marija Istomina                               | Sandra Schützová                              |

| 3. Weltcup in Madona, 27. bis 29. August 2021 | 3. Weltcup in Madona, 27. bis 29. August 2021 | 3. Weltcup in Madona, 27. bis 29. August 2021 | 3. Weltcup in Madona, 27. bis 29. August 2021 | 3. Weltcup in Madona, 27. bis 29. August 2021 |
| --------------------------------------------- | --------------------------------------------- | --------------------------------------------- | --------------------------------------------- | --------------------------------------------- |
| Datum                                         | Disziplin                                     | Erster Platz                                  | Zweiter Platz                                 | Dritter Platz                                 |
| 27. August 2021                               | Sprint Freistil                               | Jackline Lockner                              | Sandra Schützová                              | Olga Letucheva                                |
| 28. August 2021                               | 15 km Freistil Massenstart                    | Sandra Schützová                              | Alena Procházková                             | Darja Rogosina                                |
| 29. August 2021                               | 7,5 km klassisch                              | Alena Procházková                             | Sandra Schützová                              | Darja Rogosina                                |

| 4. Weltcup und 11. Rollerski-Weltmeisterschaften im Val di Fiemme, 16. bis 19. September 2021 | 4. Weltcup und 11. Rollerski-Weltmeisterschaften im Val di Fiemme, 16. bis 19. September 2021 | 4. Weltcup und 11. Rollerski-Weltmeisterschaften im Val di Fiemme, 16. bis 19. September 2021 | 4. Weltcup und 11. Rollerski-Weltmeisterschaften im Val di Fiemme, 16. bis 19. September 2021 | 4. Weltcup und 11. Rollerski-Weltmeisterschaften im Val di Fiemme, 16. bis 19. September 2021 |
| --------------------------------------------------------------------------------------------- | --------------------------------------------------------------------------------------------- | --------------------------------------------------------------------------------------------- | --------------------------------------------------------------------------------------------- | --------------------------------------------------------------------------------------------- |
| Datum                                                                                         | Disziplin                                                                                     | Erster Platz                                                                                  | Zweiter Platz                                                                                 | Dritter Platz                                                                                 |
| 16. September 2021                                                                            | 10 km Freistil                                                                                | Linn Sömskar                                                                                  | Natalja Neprjajewa                                                                            | Marija Istomina                                                                               |
| 17. September 2021                                                                            | Sprint Freistil                                                                               | Olga Letucheva                                                                                | Linn Sömskar                                                                                  | Julie Henriette Arnesen                                                                       |
| 19. September 2021                                                                            | 13 km klassisch Massenstart                                                                   | Linn Sömskar                                                                                  | Natalja Neprjajewa                                                                            | Marija Istomina                                                                               |

### Gesamtwertung Frauen
| Rang | Name               | Punkte |
| ---- | ------------------ | ------ |
| 001. | Sandra Schützová   | 775    |
| 02.  | Alena Procházková  | 668    |
| 03.  | Linn Sömskar       | 580    |
| 04.  | Natalja Neprjajewa | 440    |
| 04.  | Jackline Lockner   | 440    |
| 06.  | Elisa Sordello     | 404    |
| 07.  | Kitija Auziņa      | 312    |
| 08.  | Olga Letucheva     | 269    |
| 09.  | Rosa Zimare        | 237    |
| 10.  | Marija Istomina    | 236    |

| Rang | Name                  | Punkte |
| ---- | --------------------- | ------ |
| 11.  | Darja Rogosina        | 234    |
| 12.  | Varvara Prokhorova    | 208    |
| 13.  | Jana Kirpitschenko    | 189    |
| 14.  | Paula Stiehler        | 178    |
| 15.  | Julija Krol           | 158    |
| 16.  | Waljanzina Kaminskaja | 150    |
| 17.  | Melina Schöttes       | 135    |
| 18.  | Anna Grukhvina        | 134    |
| 19.  | Barbora Klementová    | 104    |
| 20.  | Kseniya Isaychenkova  | 97     |

| Rang | Name                    | Punkte |
| ---- | ----------------------- | ------ |
| 21.  | Anna Bolzan             | 95     |
| 22.  | Irina Lukina            | 92     |
| 23.  | Kaidy Kaasiku           | 81     |
| 24.  | Mariel Merlii Pulles    | 80     |
| 25.  | Hanne Sæther Garberg    | 77     |
| 26.  | Julie Henriette Arnesen | 75     |
| 27.  | Keidy Kaasiku           | 69     |
| 27.  | Swetlana Nikolajewa     | 89     |
| 29.  | Daria Rublova           | 63     |
| 30.  | Tanja Gaffrontke        | 61     |